# Gordini

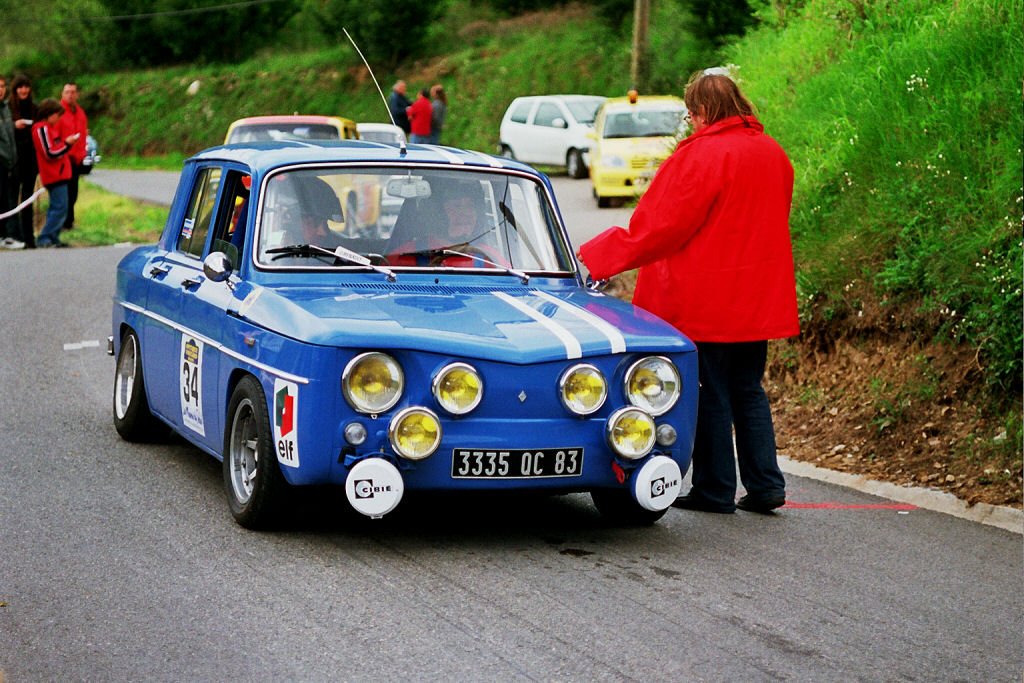
R8 Gordini

Gordini war ein französischer Formel-1-Rennstall, Sportwagen-Produzent und Tuner.

## Das Leben eines Motortuners
Amédée Gordini, am 23. Juni 1899 in der Nähe von Bologna (Italien) geboren, absolvierte in seiner Jugend eine Ausbildung zum Automechaniker. Mit 14 Jahren arbeitete er bei dem Motorenhersteller Isotta Fraschini, wo er unter anderem mit Alfieri Maserati zusammenarbeitete. Mit 19 Jahren entwickelte und baute er bereits aus Isotta-Fraschini-Teilen sein erstes Auto. 1925 spezialisierte sich Gordini, inzwischen nach Frankreich ausgewandert, in seiner Werkstatt in Suresnes auf Wartung und Tuning von Fiat-Automobilen. In dieser Zeit erwarb er seinen Spitznamen „Der Hexer“, da er mit seinen Fähigkeiten den unterschiedlichsten Triebwerken ungeahnte Mehrleistungen verlieh. Ab Mitte der 1930er-Jahre kam es zur Kooperation mit der neu gegründeten Firma Simca, die ab 1934 Fiat-Modelle für den französischen Markt in Lizenz baute und vertrieb. Mit finanzieller Unterstützung durch Simca und basierend auf Simca-Technik baute Gordini eine Reihe von Sportwagen für Wettbewerbseinsätze, deren sportliche Erfolge für Werbezwecke genutzt werden konnten. Dementsprechend wurden diese Fahrzeuge als Simca-Gordini bezeichnet.
Nach dem Zweiten Weltkrieg begann Gordini mit der Konstruktion kompletter Rennwagen, in dessen Folge er von 1952 bis 1956 an der Formel-1-Weltmeisterschaft teilnahm. Anschließend erhielt er von Renault den Auftrag, auf Basis der Dauphine ein Rallye-Auto zu entwickeln. 1969 gliederte Renault die Firma Gordini in das Unternehmen ein. In dieser Zeit entstanden der Renault 8 Gordini und der Renault 12 Gordini. Außerdem war Amédée Gordini in leitender Position für die Motorsport-Aktivitäten von Renault tätig. 1975 wandelte Renault die „Usine Amédée Gordini“ in Viry-Châtillon offiziell in die Renault-Sport-Abteilung um. Am 25. Mai 1979 starb Amédée Gordini.

## Der erste Monoposto

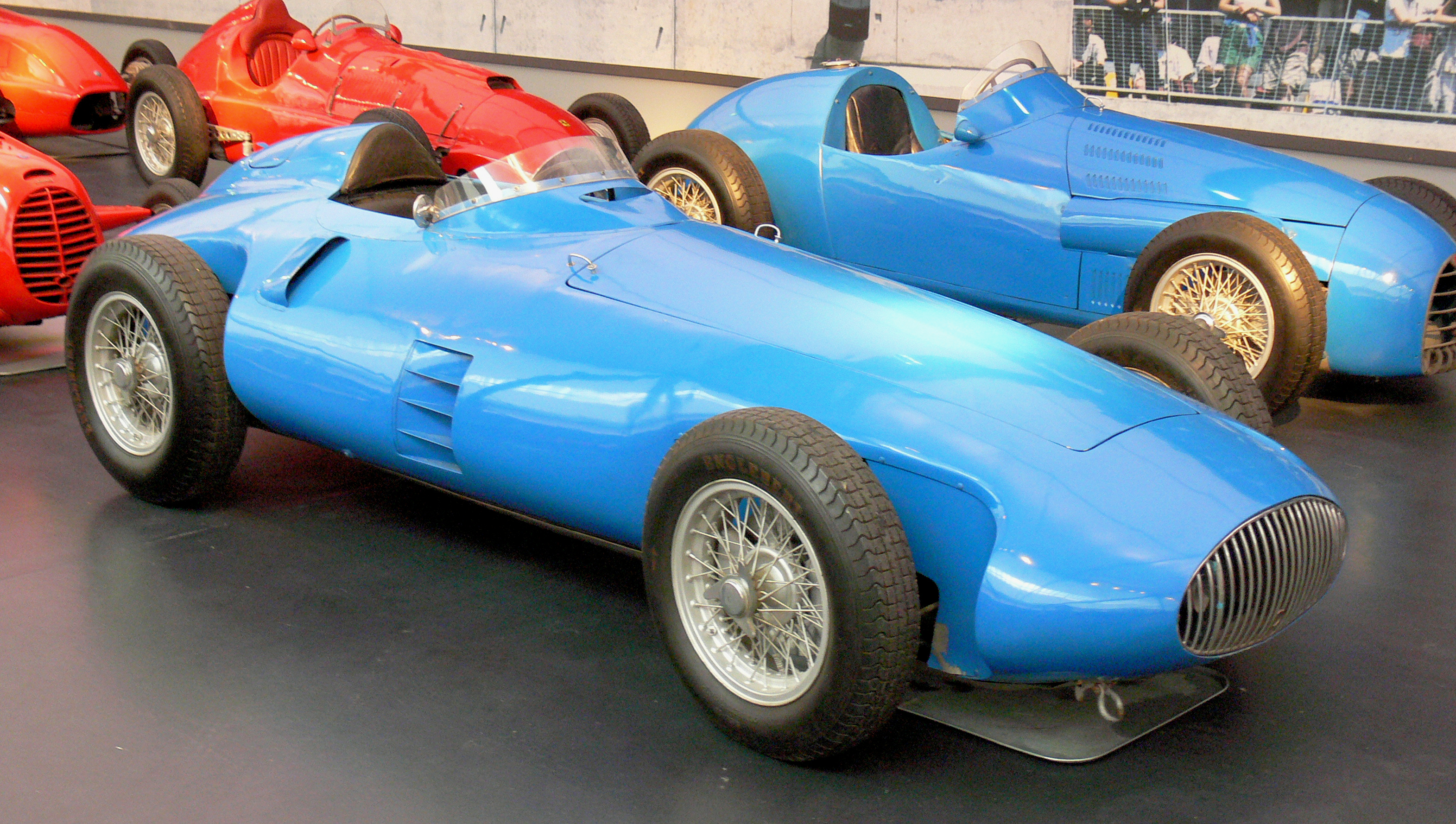
Gordini Type 32 aus der Saison 1956 und Type 16 aus der Saison 1953

1946, unmittelbar vor dem Umzug in neue Werksanlagen vor den Toren von Paris, brachte Gordini einen ersten Monoposto heraus, der von einem 1100-cm³-Simca-Motor angetrieben wurde. In den folgenden Jahren entwickelten die Mechaniker diesen Typ ständig weiter und vergrößerten den Hubraum des Aggregats schrittweise bis auf 1430 cm³. Trotz des Hubraumdefizits von über 500 cm³ etablierten sich die leichten und wendigen Simca-Gordinis mit ihrer geringen Stirnfläche schnell als unangefochtene zweite Kraft in der Formel 2 hinter Ferrari. Zu dieser Zeit kam es allerdings zu ersten Spannungen zwischen Gordini und Simca, weil Gordini einen gänzlich dem Formel-2-Reglement entsprechenden 2-Liter-Motor entwickeln wollte, Simca jedoch kein geeignetes Aggregat als Basis dafür im Programm hatte. Stattdessen war zur Saison 1950 nun auch eine durch einen Kompressor aufgeladene Version des Motors verfügbar, womit die ansonsten unveränderten Autos dem Reglement der Formel 1 entsprachen.

## Die Formel-1-Ära Gordinis
Bei den Fahrern galt jedoch der Gordini als leicht abzustimmendes und fahrendes Fahrzeug, dem allerdings aufgrund häufiger Reifen- und Bremsdefekte meist eine bessere Platzierung verwehrt war. Dennoch wurde mit Robert Manzons viertem Platz beim Grand Prix von Reims bereits ein erster Achtungserfolg erzielt.
Doch obwohl mit dem Type 16 für 1951 ein völlig neuer richtiger Formel-1-Motor von 1496 cm³ Hubraum entwickelt wurde, war während der gesamten Saison im Kampf der Giganten zwischen Alfa Romeo und Ferrari kein einziger Punkt mehr zu holen, was Simca zum Anlass nahm, sich aus der Kooperation mit Gordini zurückzuziehen.
Einerseits war Gordini nun nicht mehr an die Simca-Palette gebunden, andererseits litt er fortan auch bei der Entwicklung von Motoren und Fahrzeugen stets an den knappen finanziellen Mitteln. Dennoch konnte Stammfahrer Manzon mit dem neuen 6-Zylinder-Motor im Verlauf der Saison 1952 einige Glanzpunkte setzen: ein dritter Platz beim Grand Prix von Belgien hinter Alberto Ascari und Giuseppe Farina, ein vierter Platz beim GP von Frankreich und ein fünfter Platz beim Grand Prix von Holland, wodurch er den sechsten Platz in der Weltmeisterschaftsendabrechnung mit neun Punkten belegte. Zum eigentlichen Star des Teams wurde aber das aufstrebende Talent Jean Behra, der gleich im ersten Weltmeisterschaftslauf in der Schweiz mit dem dritten Platz einen ersten Podiumsrang für die Marke erzielen konnte. Daneben konnte Behra auch noch die nicht zur Weltmeisterschaft zählenden Formel-2-Rennen in Aix-les-Bains und Reims-Gueux gewinnen. Und auch Maurice Trintignant konnte mit einem fünften Platz im GP von Frankreich Punkte im WM-Klassement erzielen.
Die WM-Saison 1953, die wie schon im Vorjahr wieder nach dem Formel-2-Reglement ausgetragen wurde, wurde für Gordini nach verheißungsvollen Anfängen erneut zu einem Katastrophenjahr: Beim Eröffnungs-Grand-Prix von Buenos Aires lag Robert Manzon trotz schwacher Trainingsleistungen und dem zehnten Startplatz nach einigen Ausfällen und dank guter Renntaktik plötzlich für längere Zeit in Führung und konnte sich überraschend sogar vom Feld absetzen. Nach einem Reifenwechsel führte zehn Runden vor Ende des Rennens wieder Alberto Ascari. Manzon machte sich beherzt an die Verfolgung des Italieners, war fast in Schlagdistanz, als er wenige Kilometer vor dem Zielstrich ein Rad seines Boliden verlor und aufgeben musste. Noch dreimal während dieses Jahres sollte Manzon in aussichtsreicher Position aufgrund von Reifendefekten aufgeben müssen.

## Rückzug aus der Formel 1
Angesichts dieser Enttäuschung wunderte es keinen in der Rennbranche, dass die bisherigen Starpiloten dem Team den Rücken kehrten und damit nun selbst Achtungserfolge ausblieben. Manzon kehrte zwar später wieder zurück – aber ohne zählbare Erfolge. Nach insgesamt 35 gefahrenen Grand-Prix-Rennen und einer schnellsten Runde zog sich Gordini aus der Formel 1 zurück, da seine finanziellen Mittel keinen Wettbewerb auf Augenhöhe mit den großen Werksteams erlaubte. Fortan war Gordini erfolgreich im Aufbau und Tunen von Rallye- und Sportwagen für Renault und Simca tätig.

## Fortleben bei Renault

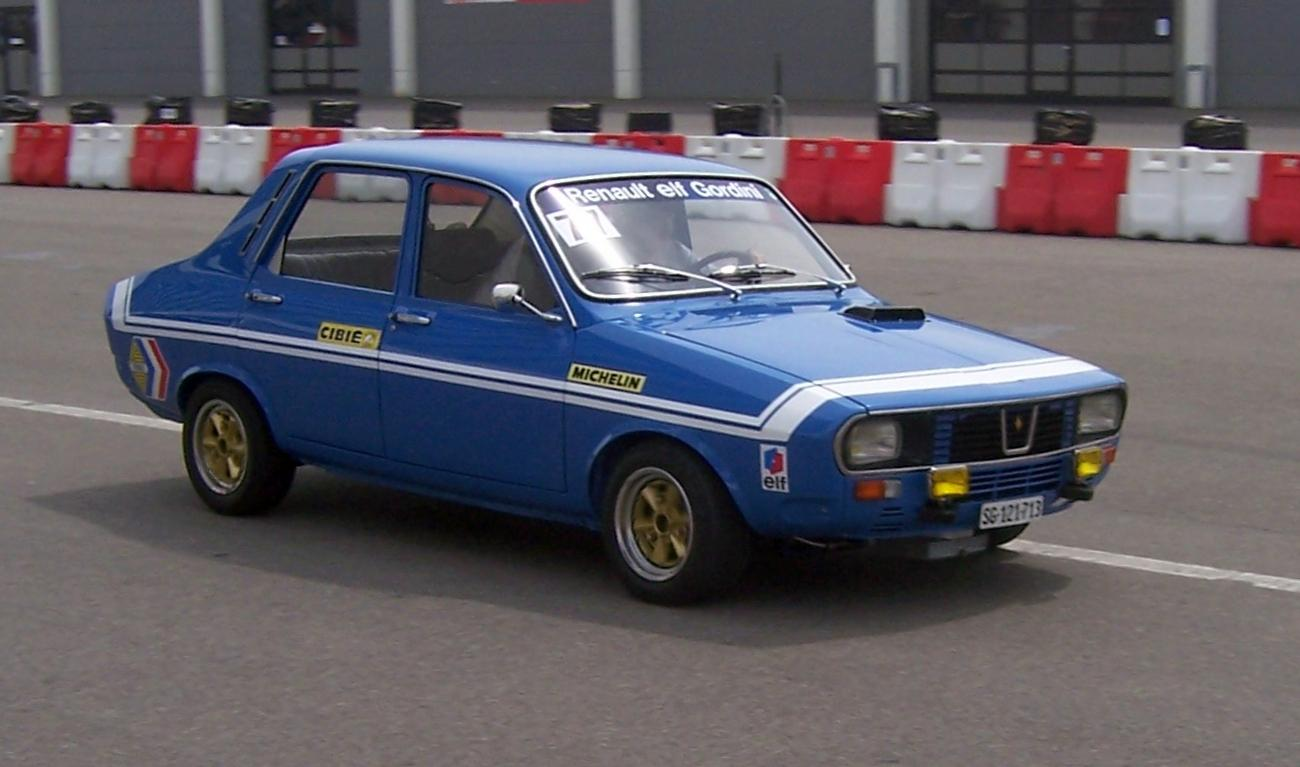
R12 Gordini

Bis Gordini 1968 aufgelöst wurde, hatte das Team mehrere Läufe der Rallye-Weltmeisterschaft gewonnen. Viele jüngere Mechaniker und Ingenieure Gordinis sollten in den späten 1970er Jahren den Grundstock desjenigen Entwicklerteams bilden, das den Renault-Turbo-Motor baute und somit eine neue Ära der Formel 1 begründete. Am 1. Januar 1976 wurde René Vuaillat Direktor der Gordini.
Einige sportliche Renault-Modelle trugen den Beinamen Gordini, wie z. B. der R8 Gordini, der R12 Gordini oder das Sondermodell Gordini des Clio RS.

## Eingesetzte Modelle und Fahrer in der Automobilweltmeisterschaft
| Typ                      | Eingesetzt | Fahrer                                                                                          |
| ------------------------ | ---------- | ----------------------------------------------------------------------------------------------- |
| Gordini-Simca-4-Zylinder | 1950/51    | Aldo Gordini; Maurice Trintignant; Robert Manzon; André Simon                                   |
| Gordini-6-Zylinder T16   | 1952/53    | Jean Behra, M. Trintignant, R. Manzon, Roberto Mières, Bob Biera                                |
| Gordini-2,5-Liter        | 1954/56    | J. Behra, R. Manzon, André Pilette, Harry Schell, Élie Bayol, Hernando da Silva Ramos, A. Simon |
| Gordini-8-Zylinder T32   | 1955/56    | R. Manzon, A. Pilette, E. Bayol, H. da Silva Ramos, André Guelfi, André Milhoux                 |

## Pkw
Gordini fertigte ab 1946 einige Fahrzeuge mit Straßenzulassung. Dies waren Cabriolets auf Simca-Basis.
Außerdem entstanden in den 1950er Jahren bis 1957 einzelne Gran-Turismo-Modelle auf Basis der Renn- und Rennsportwagen.